# パチスロ格闘美神ウーロン
パチスロ格闘美神ウーロン（ファイティングビューティーウーロン）は、2008年5月にサミーより発売されたパチスロ機（5号機）。保通協での型式名は「格闘美神武龍X」。
石川優吾による日本の漫画及びそれを原作としたアニメ作品の『格闘美神 武龍』を基にしたタイアップ機。

## 概要
BIG BONUS(BB)とREG BONUS(RB)の2種類のボーナスと、チャンスゾーン（CZ）の「DRAGON TIME」（DT）と天井RTである「DRAGON TIME」が搭載されている。前者のDRAGON TIMEはリプレイ確率は上がらないが、後者のリプレイ確率は大幅に上がる。
設定は1・3・5・Fの4段階。BB中の技術介入により獲得枚数は最大34枚増加し、ビタ押しが完璧であれば設定1でも機械割は100%を超える仕様となっているのがこの機種の特徴。
また、リーチ目の総数は3000種類以上ある模様。

## ボーナス

### BIG BONUS
BBは赤7揃い・青7揃いの2種類で404枚を超える払出枚数で終了する。獲得枚数は純増最大363枚。終了後に必ずCZに突入する。DT中にBBが成立すると技術介入不要のハイパーBIGとなる。
- BB中の技術介入方法

2択のチェリー成立時に予告音とともにカットインが挿入されるので、中リール中段に赤7をビタ押しする。成功すればジュワン!という効果音が鳴り、赤チェリーが成立している場合には中段に赤7が停止し、黒チェリーが成立している場合には中段に4コマ滑りで黒BARが停止する。全て成功すれば最大で34枚獲得可能。

### REG BONUS
RBは赤赤BAR・青赤BARの2種類で119枚を超える払出枚数で終了する。獲得枚数は純増最大116枚。
なお、BB・RB両ボーナスとも最大獲得枚数を得るにはボーナス中一度だけスイカをとる必要がある。

## DRAGON TIME

### チャンスゾーン
BB終了後に必ず突入する100GのCZだが、リプレイを始めとする小役確率は通常時と変わらない。DT中は液晶左上に「DRAGON TIME」と表示される。このDT中にBBが成立すると技術介入不要のハイパーBIGとなる。DT中にボーナスに当選するとCZは終了する。

### 天井リプレイタイム
いわゆるハマリ救済機能。BB終了後999ゲーム、またはRB終了後777ゲーム経過するとリプレイ確率が大幅に上がり、次回ボーナスまで継続する。DT中は液晶左上に「DRAGON TIME」と表示される。このDT中にBBが成立すると技術介入不要のハイパーBIGとなる。DT中にボーナスに当選するとRTは終了する。

## スペック
| 設定 | ボーナス合算 | BIG   | REG   | 機械割 |
| ---- | ------------ | ----- | ----- | ------ |
| 1    | 1/258        | 1/397 | 1/736 | 未発表 |
| 3    | 1/236        | 1/366 | 1/662 | 未発表 |
| 5    | 1/218        | 1/341 | 1/601 | 未発表 |
| F    | 1/197        | 1/309 | 1/542 | 未発表 |